# Hiệp An, Kinh Môn
Hiệp An là một phường thuộc thị xã Kinh Môn, tỉnh Hải Dương, Việt Nam.

## Địa lý
Phường Hiệp An có vị trí địa lý:
- Phía Đông giáp phường An Lưu
- Phía Tây giáp phường An Phụ
- Phía Nam giáp phường Long Xuyên
- Phía Bắc giáp phường Hiệp Sơn.

Phường có diện tích 3,26 km², dân số năm 2018 là 12.140 người, mật độ dân số đạt 3.724 người/km².

## Lịch sử
Trước đây xã Hiệp An có diện tích 3,28 km², dân số năm 1999 là 5662 người, mật độ dân số đạt 1726 người/km².
Ngày 11 tháng 9 năm 2019, Ủy ban Thường vụ Quốc hội ban hành Nghị quyết số 768/NQ-UBTVQH14 (nghị quyết có hiệu lực từ ngày 1 tháng 11 năm 2019). Theo đó, chuyển huyện Kinh Môn thành thị xã Kinh Môn và thành lập phường Hiệp An trên cơ sở toàn bộ 3,26 km² diện tích tự nhiên và 12.140 người của xã Hiệp An.